# Vega–2
A Vega–2 a szovjet Vega-program első űrszondája. A második közös nemzetközi program a Halley-üstökös vizsgálatára. Vega–1 az ikerszondája.

## Küldetés
Pályája során vizsgálta a világűrt, a Vénuszt és a Halley-üstököst.

## Jellemzői
Tervezte és gyártotta az NPO Lavocskin. Üzemeltetője a Honvédelmi Minisztérium (Министерство обороны – MO). Tudományos programját a Szovjetunió Tudományos Akadémiájának Intézetei készítették.
Megnevezései: Вега 2; COSPAR: 1984-128A; Kódszáma: 15449.
1984. december 21-én a Bajkonuri űrrepülőtérről, az LC–200/40 (LC–Launch Complex) jelű indítóállványról egy Proton–K/D–1 (GRAU-kódja: 8K82K) hordozórakétával előbb alacsony Föld körüli pályára (LEO = Low-Earth Orbit) állították. Az orbitális pályája 88,1 perces, 51,5 fokos hajlásszögű, elliptikus pálya-perigeuma 165 kilométer, apogeuma 204 kilométer volt. A 4. fokozat hajtóművének újraindításával biztosították a második kozmikus sebesség elérését, amivel a szonda heliocentrikus pályára állt.
A szonda felépítése, több technikai berendezése, műszerezettsége nagyban hasonlít a Venyera-programnál alkalmazott űreszközökhöz. Három tengelyesen stabilizált űrhajó. Tömege 4920 kilogramm. Az űreszközhöz napelemeket rögzítettek, éjszakai (földárnyék) energiaellátását kémiai akkumulátorok biztosították. Antennái (irányított parabola, távolsági és több körsugárzó) segítségével biztosították a telemetriai kapcsolatot (mért adatok rögzítése – kapcsolat esetén lejátszása; vezérlési parancsok adása; az űreszköz működésének ellenőrzése), kamera a csillagok, a Vénusz és a Halley-üstökös vizsgálatára; spektrométer; infravörös jeladó; magnetométerek és plazmaszondák. A szondán por elleni védelmet is kialakítottak. A stabilitást elősegítő és a pályakorrekciókat végző fúvókái megbízhatóan működtek.
A szonda műszereinek, tudományos programjának kialakításában az Interkozmosz együttműködés keretében több ország is közreműködött:
- ASP–G (Automatikusan stabilizáló egység – Csehszlovákia);
- a szonda nyomkövetését a Szovjetunió állomásai biztosították;
- kamerarendszer a fotózásokhoz (Szovjetunió, Magyarország, Franciaország);
- háromcsatornás spektrométer  (Szovjetunió, Bulgária, Franciaország);
- infravörös spektrométer (Franciaország);
- ADN pozíció érzékelő a fő optikai irányítórendszer meghibásodása esetén (Csehszlovákia);
- PUMA por tömegspektrométer a becsapódó porszemcsék kémiai és izotóp-összetételének elemzésére (Szovjetunió, Franciaország, Nyugat-Németország);
- por iondetektor (Szovjetunió, NSZK);
- komplex plazmavizsgáló:
  - semleges tömegspektrométer;
  - tömegspektrométer (Szovjetunió, Magyarország);
  - Misa magnetométer (Szovjetunió, Ausztria);
  - plazmahullám elemző készülék (Szovjetunió, Csehszlovákia, Lengyelország);
  - nagyfrekvenciás Épinoche analizátor (Franciaország).

## A Vénusz vizsgálata
1985. június 13-án érkezett meg a Vénuszhoz, ahol egy leszállóegységet és egy ballont küldött a bolygóra.

### A leszállóegység
Megnevezései:  COSPAR: 1984-128E; Kódszáma: 15856.
Két nappal az érkezés előtt a fő egységről levált az 1520 kilogrammos. 240 centiméter átmérőjű, a magas hőnek és nyomásnak ellenálló, gömb alakú egység. A védőburok csak a légkörben vált le a leszállóegységről. 125 kilométer magasságban beindult az ejtőernyős fékezés, 65 kilométeres magasságában levált a ballonos kutatóegység. A mérnökök gondoskodtak az elektronika megfelelő hűtéséről, hogy a műszerek minél tovább működhessenek, az egység alját ütést csökkentő párnával szerelték fel. A leszállóegység sikeresen, lágyan landolt az éjszakai oldalon. A tudományos egység súlya 100 kilogramm. A Venyera–9 leszállóegységéhez hasonló feladatai voltak: mérni a légkör összetételét, állapotát, valamint a felszín tanulmányozása. Fúróberendezéssel talajmintát vett, elemezte.
1985. június 15-én, 176 napos repülés és szolgálat után a Vénusz mostoha körülményei miatt befejezte szolgálatát.

### A ballon
Megnevezései:  COSPAR: 1984-128F; Kódszáma: 15857.
A leszállóegység 50 kilométer magasságban szabadon engedte a kutatóballont. Legfőbb feladata a Vénusz légkörének meteorológiai, átfogó vizsgálata. A vizsgálat 46 órán keresztül eredményesen zajlott, az éjszakai és a nappali oldalon egyaránt. A héliummal töltött, teflon anyagú ballon átmérője 3,4 méter, a gondola 13 méterrel alatta volt felfüggesztve.  A ballonszonda teljes tömege 21,5 kilogramm: ebből 12,5 kilogramm a ballon és a heveder, 6,9 kilogramm a gondola és 2,1 kilogramm a hélium. A ballon, a gondola, az ejtőernyő, a ballaszt, a héliumtartályok, az időzítő elektronika, a pirotechnikai eszközök, a telemetria az antennákkal, a lítiumakkumulátorok (10 Ah), valamint a tárolótartályok teljes tömege 120 kilogramm volt.
1985. június 17-én, 178 napos repülés és szolgálat után a Vénusz légkörében megsemmisült.

## A Halley-üstökös vizsgálata
A Vénusz gravitációs erejét kihasználva indult a Halley-üstökös irányába. 1986. március 9-én felvételeket készítettek az üstökösről, megállapították: a meleg felület alatt jeges test található. 8200 kilométer közelségből vizsgálta a Halley-üstököst. 80 kilométer/másodperces sebesség mellett több mint 700 képet küldött. A porfelhő hatására a napelemek kapacitása 20 százalékkal csökkent. A teljes tudományos modul 144,3 kilogramm. Vizsgálta a fizikai paramétereket (hőmérséklet, felületi jellemzők), tanulmányozták a porfelhőt, a sejtmagot (14 kilométer hosszú), a tömegeloszlást, a napszél és az üstökös kölcsönhatását.
A navigációt segítő hajtóanyag elfogyását követően tehetetlenül repül a világűr erőhatásai alatt.